# Riviera del Corallo

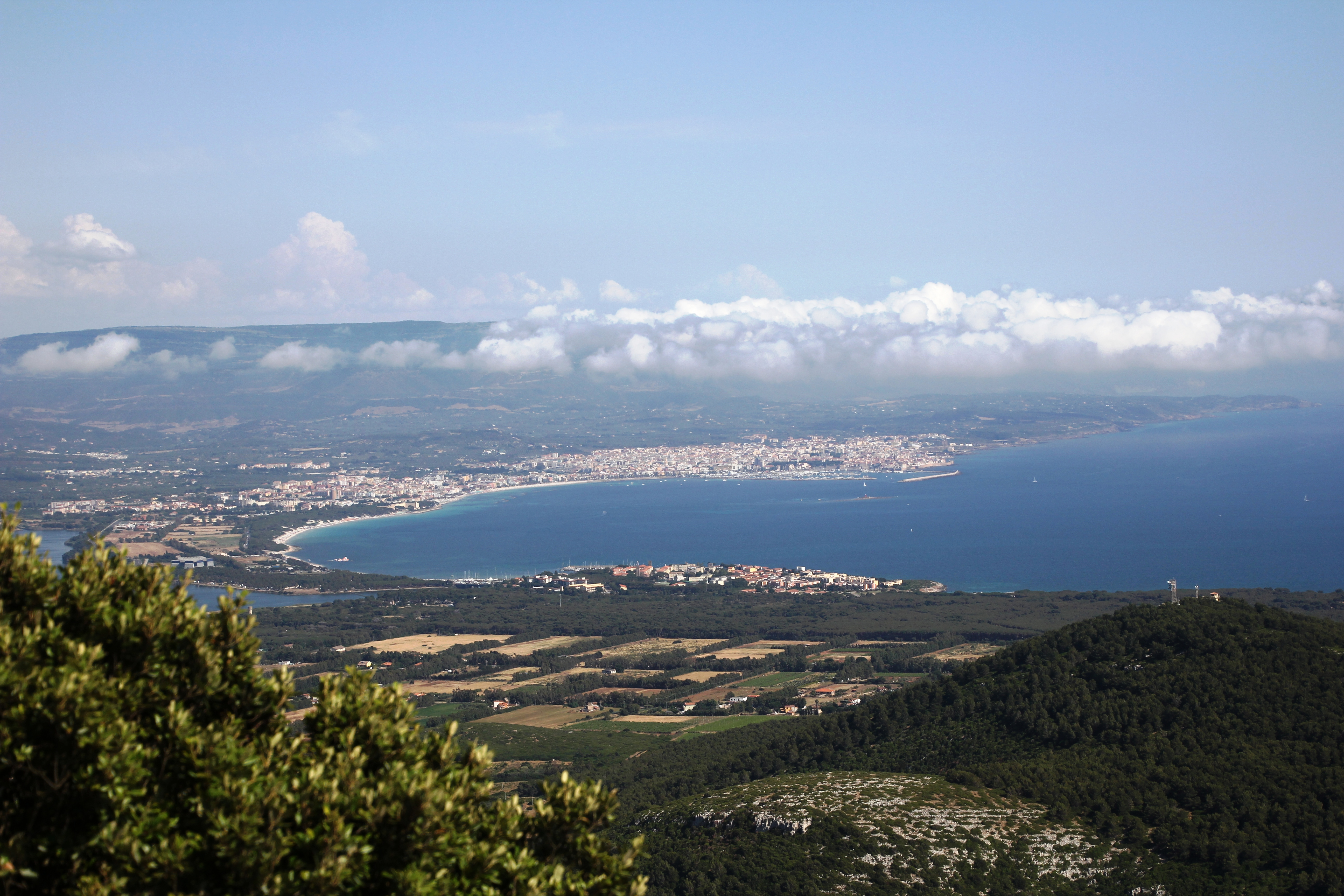
La riviera del Corallo

La Riviera del Corallo (Costera del Corall in catalano e algherese) è un tratto costiero della Sardegna nord-occidentale a sud della pianura della Nurra, dove è situata la città di Alghero. Così chiamata per la grande importanza del corallo rosso che nelle sue acque viene pescato e lavorato per farne gioielli e ornamenti sin dai tempi dell'antica Roma.
Si tratta di una regione turistica facente capo ad Alghero e comprendente, oltre alla città catalana di Sardegna, anche alcuni centri limitrofi come Villanova Monteleone.
Sono presenti alcune frazioni, tra le quali ricordiamo Fertilia, Maristella, Tramariglio, località tranquille che si popolano soprattutto nei mesi estivi. Nel territorio sorge inoltre l'aeroporto di Alghero-Fertilia, che ha sempre svolto un ruolo trainante nello sviluppo della Riviera, attirando in città numerosi flussi turistici sia italiani che stranieri grazie alla sempre maggiore offerta di destinazioni nazionali ed europee.

## Territorio
Il suo territorio presenta due principali tipologie: per lo più pianeggiante nella zona a sud della città e misto a nord: qui infatti sorge il rilievo più alto della zona, il monte D'Olla, o Doglia, che con 442 metri, si attesta quale cima più alta della zona. Nell'estremità nord-occidentale invece sorge il massiccio promontorio di capo Caccia che domina la rada.
Lungo la costa si incontrano numerose insenature e, se nella parte meridionale il litorale si presenta frastagliato (con la sola eccezione della spiaggia di Poglina in località La Speranza), nella parte settentrionale trovano spazio le spiagge che si snodano in maniera pressoché continuativa dal porto di Alghero a Fertilia (circa 7 km), per poi lasciar spazio, una volta superata la frazione, a insenature e calette intercalate da spiagge tra le quali Le Bombarde, fino a giungere a Porto Conte, nelle cui vicinanze si trova la frazione di Maristella.
Procedendo ancora verso nord-ovest si incontra la spiaggia di Mugoni, per poi arrivare ad incontrare le frazioni di Tramariglio e Pischina Salida, prima di arrivare a capo Caccia, dove, tra l'altro, si trova l'accesso terrestre alle grotte di Nettuno.

## Isole
- Isola Piana (Capo Caccia)
- Isola di Foradada

## Galleria d'immagini

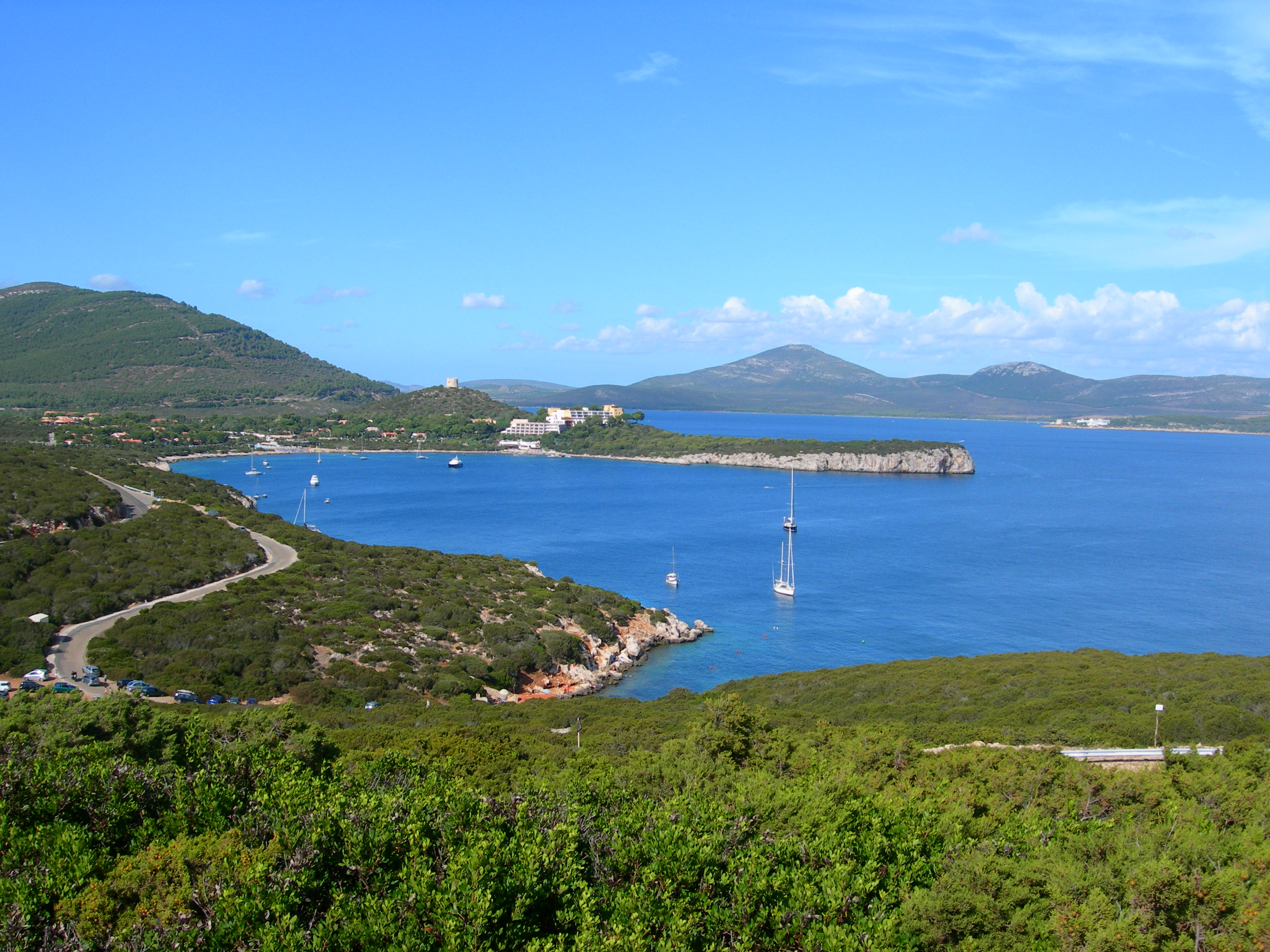
Uno scorcio suggestivo del piccolo golfo vicino a Tramariglio
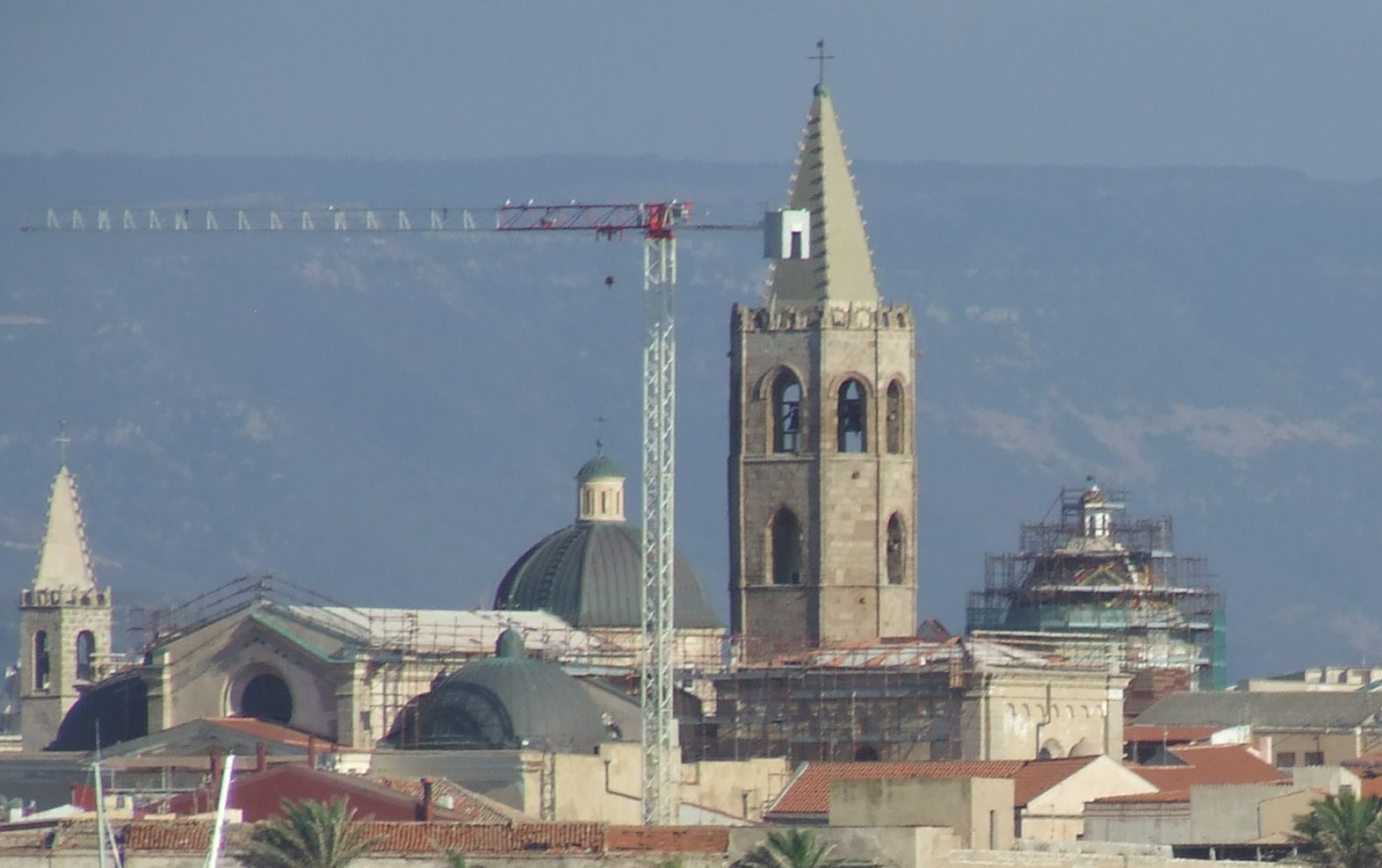
Il campanile di Alghero è uno dei simboli della città e della Riviera del Corallo
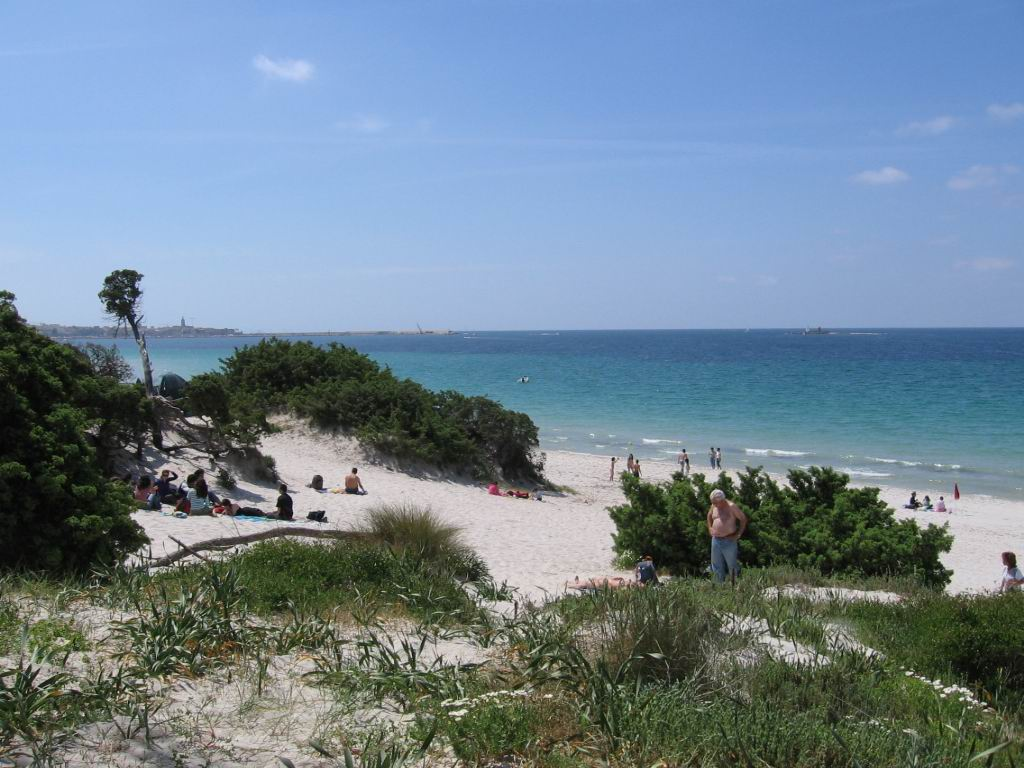
Un tratto di spiaggia antistante la pineta di Maria Pia
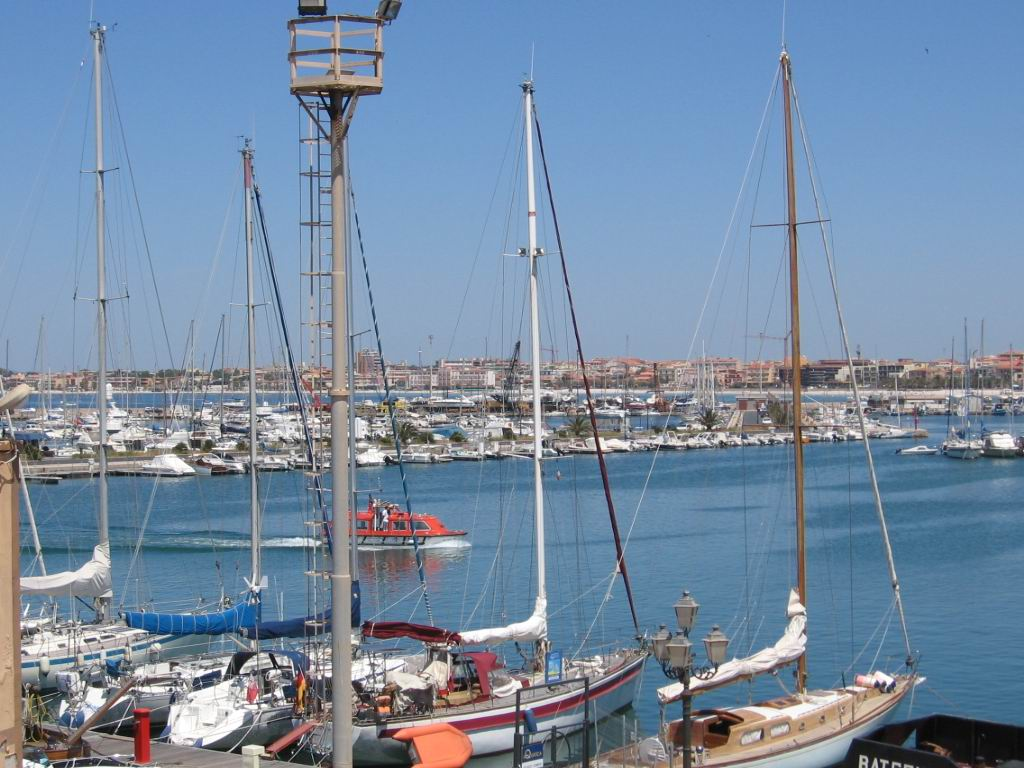
Il porto di Alghero è il principale punto di attracco della Riviera
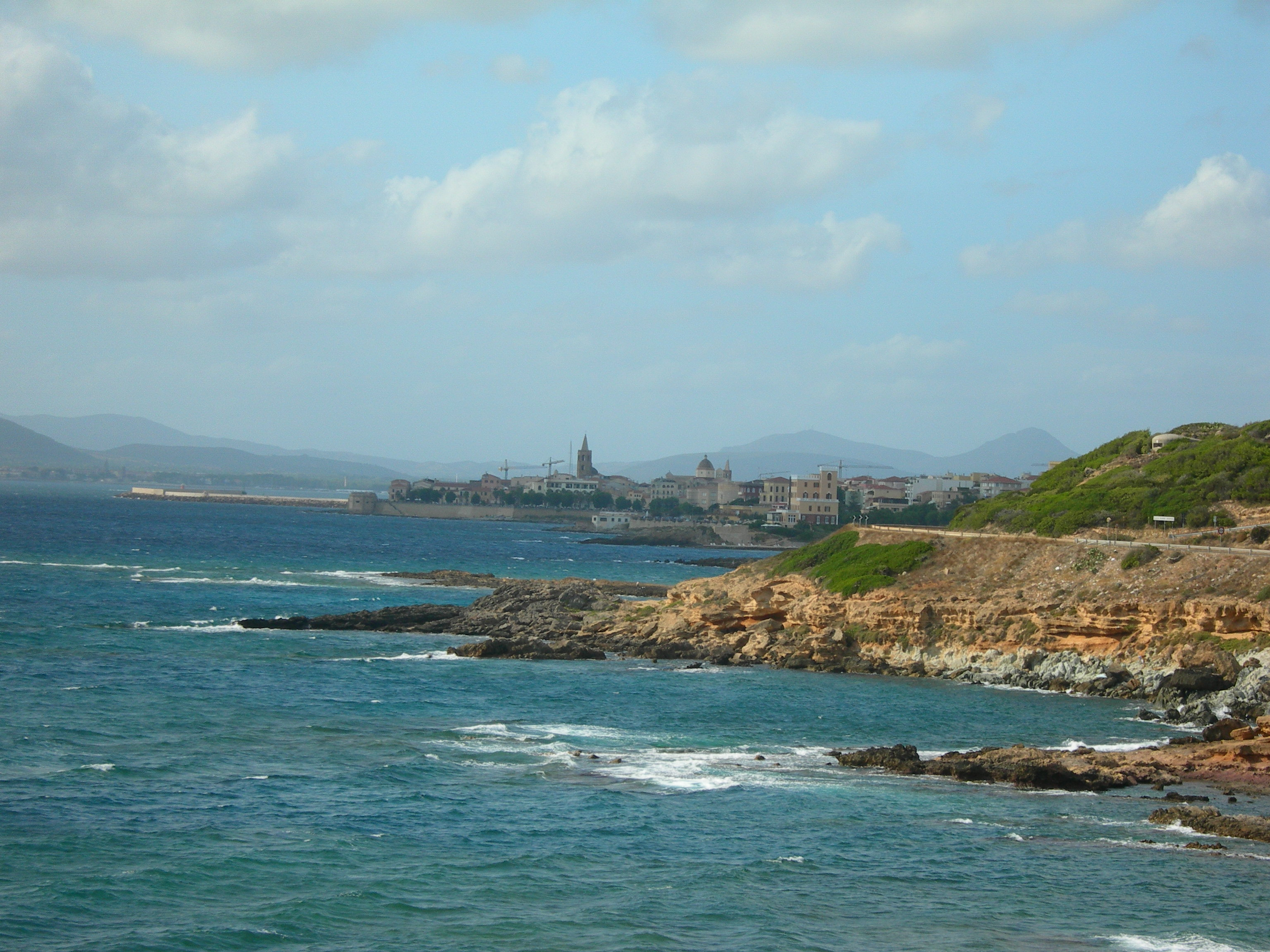
Un panorama della zona sud della città di Alghero
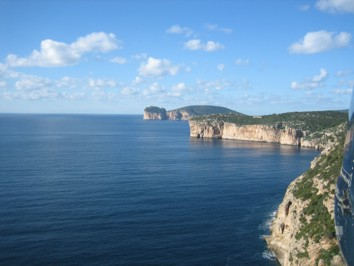
Capo Caccia
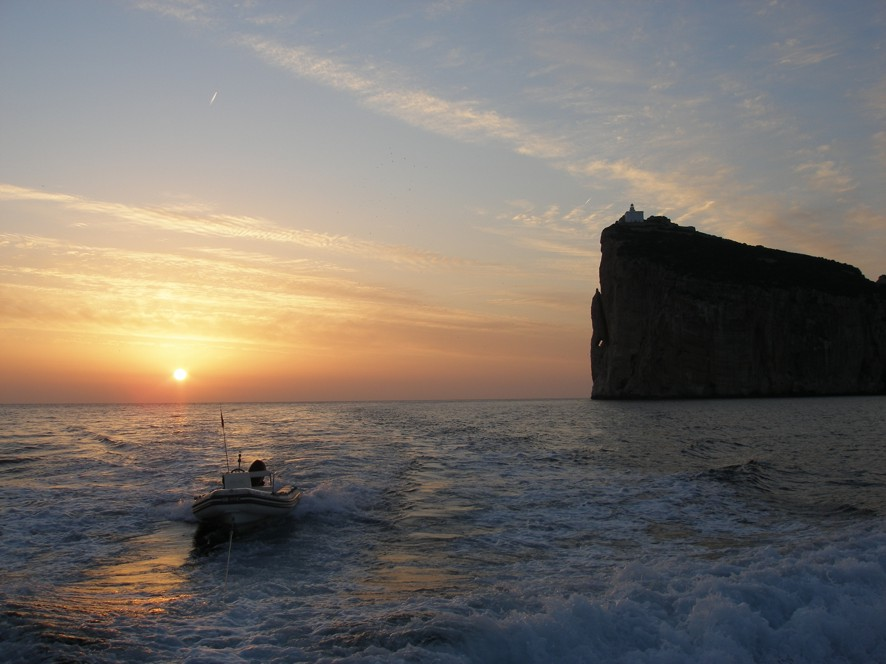
Tramonto